# Elisabeth Kirkby
Elisabeth Wilma Burton Kirkby (Bolton, Lancashire, 26 januari 1921), kortweg Elizabeth Kirkby, is een Brits-Australische gepensioneerde politicus. Kirkby ging de politiek in en was fractieleider voor de Australische democraten in de wetgevende raad van New South Wales van 1981 tot 1998, waarna ze van 1999 en 2004 in de lokale overheid raadslid voor Temora was.
Voorafgaand aan haar politieke carrière was zij werkzaam in de film, televisie en theater sector, beginnend in 1938 als assistent-regisseur in haar geboorteland Engeland, later bij de radio en als producer, regisseur en scenarioschrijver in Maleisië. Ze emigreerde naar Australië, waar ze bekend werd door haar kleine schermrol als Lucy Sutcliffe in de serie Number 96.

## Vroege leven
Ze werd geboren in Bolton in Lancashire in het noordwesten van Engeland als dochter van James Burton Kirkby en Frances Robinson. Kirkby's carrière begon in het Verenigd Koninkrijk tijdens de Tweede Wereldoorlog, waar ze drie jaar werkte in de vrouwelijke tak van het Britse leger, de Auxiliary Territorial Service, en als entertainer, schrijver en producer voor Stars in Battledress.

## Entertainmentcarrière
Ze verscheen in telefilms in haar geboorteland, waaronder Mr. Bolfrey en het toneelstuk Love from a Stranger op televisie. Kirkby emigreerde rond 1950 naar het toenmalige Britse Malaya, waar ze voor radio en kunst schreef, produceerde en regisseerde. In 1965 verhuisde ze naar Sydney waar ze programma's voor het ABC schreef en produceerde. Na haar periode bij het ABC verhuisde ze naar de commerciële televisie voor gastrollen in dramaproducties.
Haar volgende rol was die van Lucy Sutcliffe in de soapserie Number 96. Het personage van Lucy is bedacht door schrijver David Sale, die haar eerder in The Group had gecast.
Kirkby was een origineel lid van de cast van Number 96, dat in maart 1972 in première ging. De serie werd in de jaren 70 een hoog gewaardeerd televisieprogramma in Australië.

## Politieke carrière
Kirkby werd politicus en werd in 1981 gekozen in de wetgevende raad van New South Wales waar ze leider van de Australian Democrats was en het langstzittende Australische parlementslid werd voordat ze in juni 1998 met pensioen ging. Op lokaal niveau bleef ze in de politiek, als raadslid in Temora Shire van 1999 tot 2004.

## Persoonlijk leven en onderscheidingen
Kirkby is gescheiden en heeft een dochter en twee zonen. Haar dochter Debbie Baile werd actrice en verscheen in Number 96 in 1975.
In 2006 behaalde Kirkby een Arts Degree en in 2014 op 93-jarige leeftijd een doctoraat aan de Universiteit van Sydney, waarmee zij de oudste universitair afgestudeerde van Australië werd. Haar proefschrift ging over werkloosheid tijdens de Grote Depressie en ze is een pleitbezorger geworden voor ouderen om te leren en te studeren. In 2012 ontving ze de nationale Medal of the Order of Australia voor "diensten aan het parlement van New South Wales, aan de gemeenschap van Temora en aan de uitvoerende kunsten".

## Filmografie

### Film
| Jaar | Titel                                                              | Rol            |
| ---- | ------------------------------------------------------------------ | -------------- |
| 1946 | Mr. Bolfrey (tv-film)                                              | Jean           |
| 1947 | Love from a Stranger (tv-film)                                     | Mavis Wilson   |
| 1974 | Nummer 96 (tv-film)                                                | Lucy Sutcliffe |
| 1976 | Number 96 ... And they said it wouldn't last (tv-documentairefilm) | Haarzelf       |
| 1979 | Challenging Years (korte film)                                     | Jenny Walker   |

### Televisie
| Jaar      | Titel                    | Rol                        |
| --------- | ------------------------ | -------------------------- |
| 1968      | Hunter (tv-serie)        | Claire Mathison            |
| 1969      | Rip Tide (tv-serie)      | Joyce Todd                 |
| 1969      | The Rovers (tv-serie)    | Miss Constable             |
| 1971      | The Group (tv-serie)     |                            |
| 1968-75   | Homicide (tv-serie)      | Mrs. Turnbull / Ruth Mason |
| 1972-1975 | Number 96 (tv-serie)     | Lucy Sutcliffe             |
| 1977      | The Outsiders (tv-serie) | Pat Ryder                  |
| 1977      | Glenview High (tv-serie) | Mevr. Mackay               |

## Stelling
- Zullen we ooit leren van de geschiedenis? De impact van economische orthodoxie op de werkloosheid tijdens de Grote Depressie in Australië – proefschrift (Universiteit van Sydney)

- Australian Women's Register: AWE2066b
- Trove: 493318